# Alfred Bengsch
Alfred Bengsch, (ur. 10 września 1921 w Berlinie, zm. 13 grudnia 1979 w Berlinie), niemiecki duchowny katolicki, kardynał, biskup Berlina.

## Życiorys
Jako student teologii podczas II wojny światowej wcielony do armii. W sierpniu 1944 roku uwięziony przez żołnierzy amerykańskich. Po uwolnieniu kontynuował studia w seminarium. Święcenia kapłańskie otrzymał 2 kwietnia 1950 roku w Berlinie. Przez cztery lata pracował jako duszpasterz w diecezji berlińskiej, a w latach 1954 – 1959 był wykładowcą w seminariach w Erfurcie i Neuzelle nad Odrą. Zaledwie miesiąc po nominacji na rektora seminarium w Erfurcie, 2 maja 1959 roku został mianowany biskupem tytularnym Tubii i biskupem pomocniczym Berlina. Od 15 sierpnia 1961 roku biskup Berlina rezydujący w zachodniej części miasta. Uczestnik Soboru Watykańskiego II. Kreowany kardynałem prezbiterem kościoła San Filippo Neri in Eurosia 26 czerwca 1967 roku przez Pawła VI. Uczestnik obydwu konklawe w 1978 roku. Zmarł w Berlinie.

## Źródło
- Wielka Encyklopedia Jana Pawła II, Edipresse Warszawa 2005, ISBN 83-7298-643-6
- Alfred Bengsch [online], catholic-hierarchy.org [dostęp 2016-01-15] (ang.).